# Поступ (Канада)

Заголовок вінніпезької газети «Поступ»

«Поступ» — Архиєпархіальне видавництво Української греко-католицької церкви у Вінніпезі, Канада, зорганізоване в 1959 році, яке випускає однойменний часопис «Поступ» із англомовним додатком «Progress». Між роками 1959–95 газета виходила правильно щотижня; з 1996 року з'являється правильно двічі в місяць. Тираж: 4300 (2009).

## До історії релігійно-церковної преси в Манітобі
Перше число вінніпезької газети «Поступ» вийшло друком 27 лютого 1959 року. До того часу для свідоміших українців, які поселювалися в Канаді з 1891, не існувало своє друковане слово: задовольнятися вони україномовними газетами або з США, або з Галичини, яких виписували в Канаді.
У Канаді перший український католицький часопис «Канадійський русин» започатковано заходами оо. Василіян і Редемптористів у видавництві латинської архидієцезії: з'явився у Вінніпезі 27 травня 1911 — і згодом за стараннями та під редакцією єпископа Никити Будки вдержався до 1918 року. Уже із новою назвою «Канадийський українець», як офіційний орган української католицької церкви в Канаді, часопис проіснував до 1932 року, — та внаслідок економічної депресії припинив своє існування. Аж у 1959 році за старанням митрополита Максима Германюка знову відновилася українська релігійно-церковна преса УГКЦ в Манітобі.

## Зміст «Поступу»
Газета інформує про церковно-релігійні справи та на культурно-історичні теми в Канаді, Україні й у світі. З 1960 з'являється з англомовним додатком «Progress». Рубрики: «Господарські вісті», «Слуга Божий Митрополит Андрей», «Євангеліє», «З життя наших парафій та організацій», «Наші Завдання», «Вісті з України та про Україну», та ін.
Часопис редагували Роман Данилевич (1959–1962), Анатоль Курдидик (1962–1970), о. Семен Іжик (1970–1995) та Антон Борис (1995–1996). Англомовний додаток з 1960 редагував о. Ярослав Рудачек та інші.

## Перша редакційна стаття у «Поступі»
Митрополит до своїх вірних
Ось Вам, Дорогі Браття й Сестри, газета, на яку Ви вже так довго чекали. Даючи її Вам у руки, ми сповняємо один із найважливіших обов'язків нашого пастирського уряду. Бо з нею, ми посилаємо Вам світло Божої правди, навчання Христової Церкви й поучення, як бути вірними дітьми своєї Церкви й українського народу та корисними громадянами Канади…
Правдиву силу й значіння преси розуміють всі провідники народів, а зокрема ворога Христової Церкви. Вони знають, що преса кермує нині світом. Вони свідомі, що від преси залежить судьба народів. Вони відчувають, як вона каже громадянам або піддержувати свою національну політику, або її поборювати; провадити свій нарід до Бога, або його від Бога відвертати; шанувати другі народи й з ними співпрацювати, або їх поборювати й нищити…
І тому вони докладають зусиль, щоби мати всю впливову пресу за собою. Вони знають, що через неї вони можуть нараз промовляти до мільйонів людей, так на гамірних вулицях великих міст, як у спокійному покою, так попід хмарами у літаку, як на пополудневому проході в парку, так на залізничній станції, як при автобусовому перестанку… Під цим оглядом ніщо не дорівнює цікавій газеті. Вона ближча читачеві за радіо, і більше інтимна за телевізію…
Саме газету, що так уміла б до Вас промовляти, бажаємо вложити в Ваші руки. Тож прийміть її до своєї хати, читайте й самі й передавайте другим. Нехай вона стане Вам невідступним товаришем і Вашим найліпшим приятелем. Вона говоритиме Вам про Канаду й Україну, про велику й славну історію українського народу й про велике наше майбутнє в Канаді. Всі важливі питання нашого релігійного й національного життя будуть старанно розглядані на її сторінках. Наші парохії, всі організації й інституції будуть постійним предметом її зацікавлення. Вона буде тим живим лучником, що буде об'єднувати всі наші сили й їх спрямувати до одної великої цілі. Через неї ми шлемо наше Архипастирське благословення Вам усім і просимо Всевишнього Господа та його Пресвятої Матері бути з Вами всегда.
† Максим, Митрополит

## «Поступ» сьогодні
У Вінніпезі 9 травня 2009 року відзначено величавим бенкетом 50-річчя з дати заснування «Поступу» в Канаді й привітано усіх працівників, волонтерів і дописувачів, які в різні часи ревно працювали над висвітленням життя УГКЦ в Канаді, Україні та в цілому світі.
З датою 30 вересня 2012 року часопис «Поступ» перестав виходити через брак підтримки зі сторони читачів.